# Alfred Breitenstein

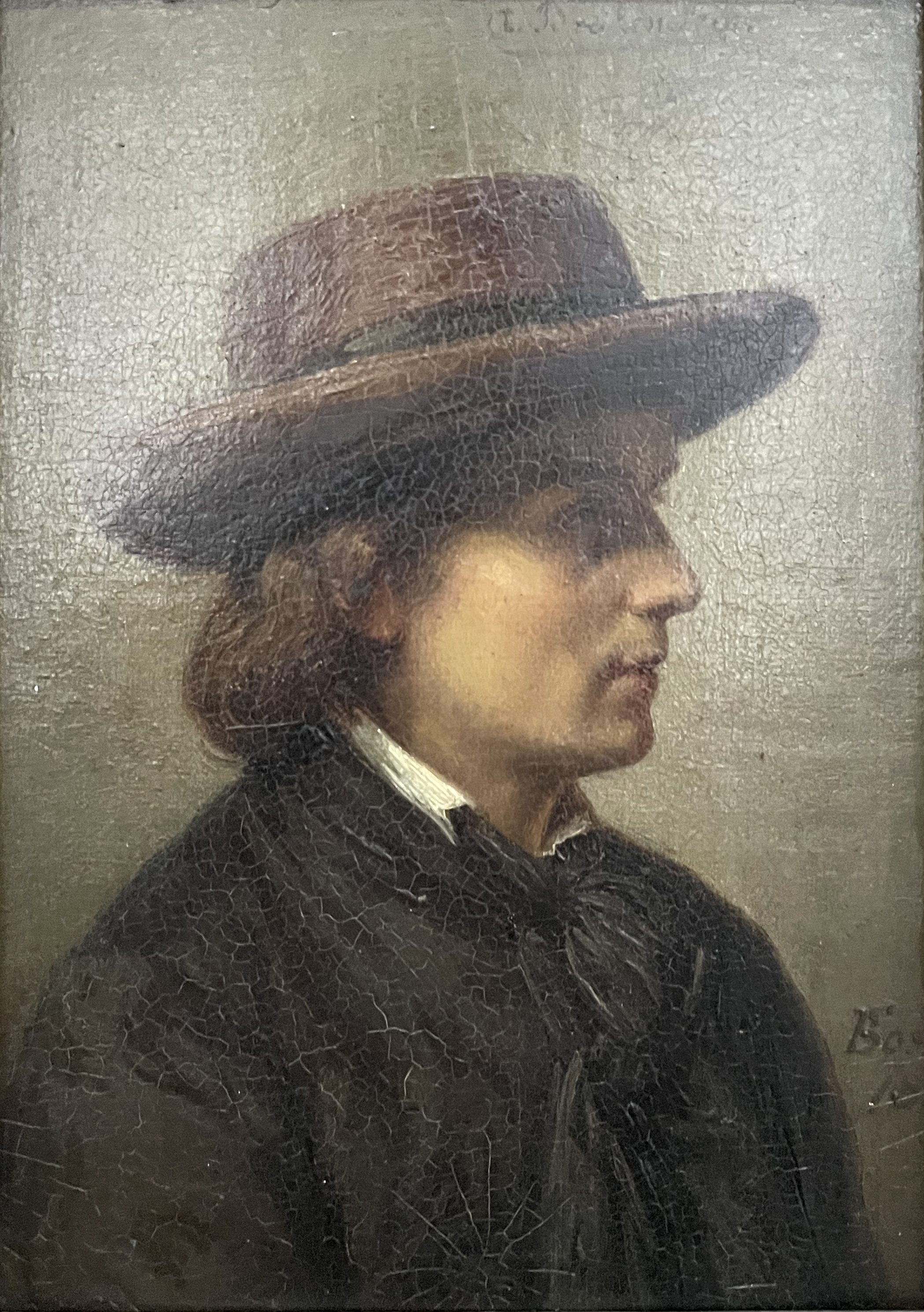
Alfred Breitenstein, in der Freundschaftsgalerie von Einzelbildnissen der Düsseldorfer Malerschüler und ihren Freunden von Friedrich Boser, um 1850

Alfred Eduard Breitenstein (* 18. April 1828 in Düsseldorf; † 1. November 1853 ebenda) war ein deutscher Landschafts- und Genremaler der Düsseldorfer Schule. Der niederländische Maler Carl August Breitenstein war sein Neffe.

## Leben
Breitenstein, eines von sechs Kindern des Richters Heinrich Wilhelm Maria Breitenstein (1786–1832) und dessen Ehefrau Arnoldina Walburga Gabriele, geborene Fuchs (1797–1866), studierte von 1843 bis 1850/1851 an der Kunstakademie Düsseldorf Malerei. Dort waren Theodor Hildebrandt und Karl Ferdinand Sohn seine Lehrer. Die Düsseldorfer Studienzeit war für eine kurze Zeit durch einen Aufenthalt am Städelschen Institut in Frankfurt am Main unterbrochen. In Düsseldorf, wo er bis zu seinem frühen Tod wohnte und vor allem als Idylliker galt, war er Mitglied des Künstlervereins Malkasten.